# Machakos County
Machakos County (bis 2010 Machakos District) ist ein County in Kenia. Die Hauptstadt ist Machakos. Im County lebten 2019 1.421.932 Menschen auf 5952,9 km².

## Geografie
Das County ist in zwölf Divisionen unterteilt. Das Klima im Bezirk ist semi-arid. Im Jahr 2000 lebten etwa 66 % der Bevölkerung unterhalb der Armutsgrenze. Der Bezirk ist hauptsächlich von Akambas bewohnt. Die Hauptwirtschaftszweige sind Landwirtschaft und Viehzucht. 
Im Bezirk befanden sich im Jahr 2005 knapp 850 Primary Schools und 154 Secondary Schools.

## Gesundheitswesen
Das County verfügte im Jahr 2001 über mehr als 100 Einrichtungen des Gesundheitswesens. Auf einen Arzt kamen mehr als 62.000 potentielle Patienten. Die häufigsten Erkrankungen im County sind Malaria und Hauterkrankungen bei Erwachsenen, Kinder erkranken häufig an Augeninfektionen, Pneumonien und Malaria. Des Weiteren leiden die Kinder im Bezirk häufig an Marasmus, Anämie und Kwashiorkor. Die HIV-Prävalenz betrug 1999 15 %. Die Säuglingssterblichkeit betrug 5,3 % im Jahr 1999, während 7,8 % der Kinder noch vor ihrem 5. Geburtstag verstarben. Das Machakos County hat außerdem die größte Zahl an Tollwut-Erkrankungen in Kenia.